# Risqué
| Recensione       | Giudizio |
| ---------------- | -------- |
| AllMusic         | [ 3 ]    |
| Robert Christgau | A-       |

Risqué è il terzo album della band statunitense Chic, pubblicato nel 1979 dall'Atlantic Records, lo stesso anno in cui Nile Rodgers e Bernard Edwards hanno prodotto per le Sister Sledge l'album di grande successo We Are Family.
L'album Risqué ha raggiunto la quinta posizione della US Album chart e la seconda della R&B Chart, ed è stato certificato disco di platino dalla RIAA, avendo venduto più di un milione di copie.

## Tracce
Tutte le tracce sono state scritte da Bernard Edwards e Nile Rodgers.

### Lato A
1. Good Times – 8:08
2. A Warm Summer Night – 6:10
3. My Feet Keep Dancing – 6:38

### Lato B
1. My Forbidden Lover – 4:29
2. Can't Stand to Love You – 2:56
3. Will You Cry (When You Hear This Song) – 4:06
4. What About Me? – 4:09